# Lojban
Lojban ([ložban]) je umělý jazyk založený na predikátové logice. Jazyk byl vytvořen roku 1987 a staví na loglanu, jazyce sestaveném v padesátých letech.
Některé důležité vlastnosti lojbanu:
- Kulturně neutrální
- Jednoznačná gramatika
- Pravidelná gramatika

## Abeceda a výslovnost
| Písmeno:    | a | b | c | d | e | f | g | i | j | k | l | m | n | o | p | r | s | t | u | v | x  | y | z |
| Výslovnost: | a | b | š | d | e | f | g | i | ž | k | l | m | n | o | p | r | s | t | u | v | ch | y | z |
| IPA:        | a | b | ʃ | d | e | f | g | i | ʒ | k | l | m | n | o | p | r | s | t | u | v | x  | ə | z |

- čárka slouží jako oddělovač slabik
- tečka značí pauzu
- apostrof značí souhlásku, která se vyslovuje podobně jako h
- souhlásky l, m, n, r jsou slabikotvorné

Všechna slova se čtou stejně jako se píšou. V lojbanu, podobně jako v esperantu a dalších umělých jazycích, neexistují žádné výjimky ve výslovnosti.

## Příklady

### Číslovky
| Lojban | Česky |
| pa     | jeden |
| re     | dva   |
| ci     | tři   |
| vo     | čtyři |
| mu     | pět   |
| xa     | šest  |
| ze     | sedm  |
| bi     | osm   |
| so     | devět |
| pa no  | deset |

## Vzorový text
Otčenáš v lojbanu:
doi cevrirni .iu noi zvati le do cevzda do'u
fu'e .aicai .e'ecai lo do cmene ru'i censa
.i le do nobli turni be la ter. ku se cfari
.i loi do se djica ba snada mulno vi'e le cevzda .e .a'o la ter.
(.i do nobli turni vi'e le cevzda .ebazake .a'o la ter.)
(.i loi do se djica ba snada mulno vi'e le cevzda .e .a'o la ter.)
.i fu'e .e'o ko dunda ca le cabdei le ri nanba mi'a
.i ko fraxu mi loi ri zu'o palci
.ijo mi fraxu roda poi pacyzu'e xrani mi
.i ko lidne mi fa'anai loi pacyxlu
.i ko sepri'a mi loi palci

### Všeobecná deklarace lidských práv
| lojban | ro remna cu se jinzi co zifre je simdu'i be le ry. nilselsi'a .e lei ry. selcru .i ry. se menli gi'e se sezmarde .i .ei jeseki'ubo ry. simyzu'e ta'i le tunba |
| česky  | Všichni lidé se rodí svobodní a sobě rovní co do důstojnosti a práv. Jsou nadáni rozumem a svědomím a mají spolu jednat v duchu bratrství.                    |